# NGC 2985
NGC 2985是位於大熊座的一個螺旋星系。它距離地球約7,000萬光年，考慮到它的表觀尺寸，這意味著NGC 2985的直徑約為9萬5千光年。它於1785年4月3日被威廉·赫歇爾發現。
該星系的傾角為37度。該星系有一個明亮的核心，從中發出多個緊密纏繞的螺旋臂。在星系盤上可以看到許多藍色的結。在星系的外部有一個巨大的旋臂，它形成了一個環繞星系的假環。觀察到星系內部活躍的恆星形成，發現與穩定的外部相反，內部是不穩定的。有人認為分子雲的存在是該地區不穩定的原因。
NGC 2985的核是活躍的，根據其光譜被歸類為低電離星系核。關於活動源，最被接受的理論是在超大質量黑洞周圍存在著吸積盤。根據恆星速度離散，NGC 2985中心超大質量黑洞的質量估計為1.6億（108.2）M☉。速度離散為各向異性，並隨方位角而變化。該星系在其有效半徑處的自轉速度為222.9±31.2公里/秒。
NGC2985是所謂的NGC 2985星系群中最亮的成員。該星系群的其他成員包括25弧分外的NGC 3027，附近的其他星系包括NGC 3252和NGC3403 。

## 外部連結
- WikiSky上关于NGC 2985的内容：DSS2, SDSS, GALEX, IRAS, 氢α, X射线, 天文照片, 天图, 文章和图片
- NGC 2985 on SIMBAD